# Steunvloeistof
Een steunvloeistof wordt gebruikt bij ontgravingen of andere verwijdering van grond op plaatsen waar onder normale omstandigheden het gemaakte gat zal instorten of inkalven.
De hogere soortelijke massa van de steunvloeistof ten opzichte van water is op zich niet genoeg om de stabiliteit van de ontgraving te garanderen. Van essentieel belang is dat het niveau van de steunvloeistof zich boven het grondwaterniveau bevindt. Dit zorgt ervoor dat er geen water de ontgraving in kan stromen waarbij zand getransporteerd kan worden. Bij uitstromen van steunvloeistof in de grond zal het toeslagmateriaal een cake vormen. Dit is een cohesieve grondlaag die extra stabiliteit genereert, wat met name een positief effect heeft op loskorrelig materiaal.

## Toepassing
Steunvloeistof wordt onder andere toegepast bij:
- Diepwanden
- Horizontaal gestuurd boren
- Het boren van tunnels
- Boringen voor bijvoorbeeld aardolie- of aardgaswinning, zie ook boorvloeistof

## Materiaal
De steunvloeistof is doorgaans samengesteld uit water en een toeslagmateriaal. Het bekendste toeslagmateriaal is bentoniet.